# Konkurencja doskonała
Konkurencja doskonała – forma funkcjonowania rynku, na którym siły rynkowe działają w pełni efektywnie. Model konkurencji doskonałej ekonomiści budują do celów analitycznych. W świecie rzeczywistym nie istnieją rynki doskonale konkurencyjne, chociaż niektóre z rynków są bliskie spełnieniu wszystkich założeń doskonałej konkurencji.

## Założenia doskonałej konkurencji
W modelu doskonałej konkurencji przyjmuje się następujące założenia:
1. wielu kupujących i sprzedających – na rynku konkurencji doskonałej działa wielu kupujących i sprzedających, ale siła oddziaływania pojedynczego uczestnika rynku jest znikoma. Oznacza to, że żaden z nich nie ma wpływu na cenę, po jakiej transakcje są zawierane, czyli są oni cenobiorcami,
2. identyczność (homogeniczność) produktu – wszystkie dobra oferowane na rynku doskonale konkurencyjnym przez wszystkich sprzedających są identyczne,
3. swoboda wejścia na rynek i wyjścia z niego – na rynku doskonale konkurencyjnym nie ma żadnych instytucjonalnych lub technicznych barier utrudniających wejście zainteresowanym przedsiębiorcom na rynek lub wyjście z niego,
4. doskonała informacja – wszyscy uczestnicy rynku doskonale konkurencyjnego mają pełną informację dotyczącą wszystkich aspektów prowadzonej działalności gospodarczej.

## Oddziaływanie równowagi na rynku doskonale konkurencyjnym na przedsiębiorstwo

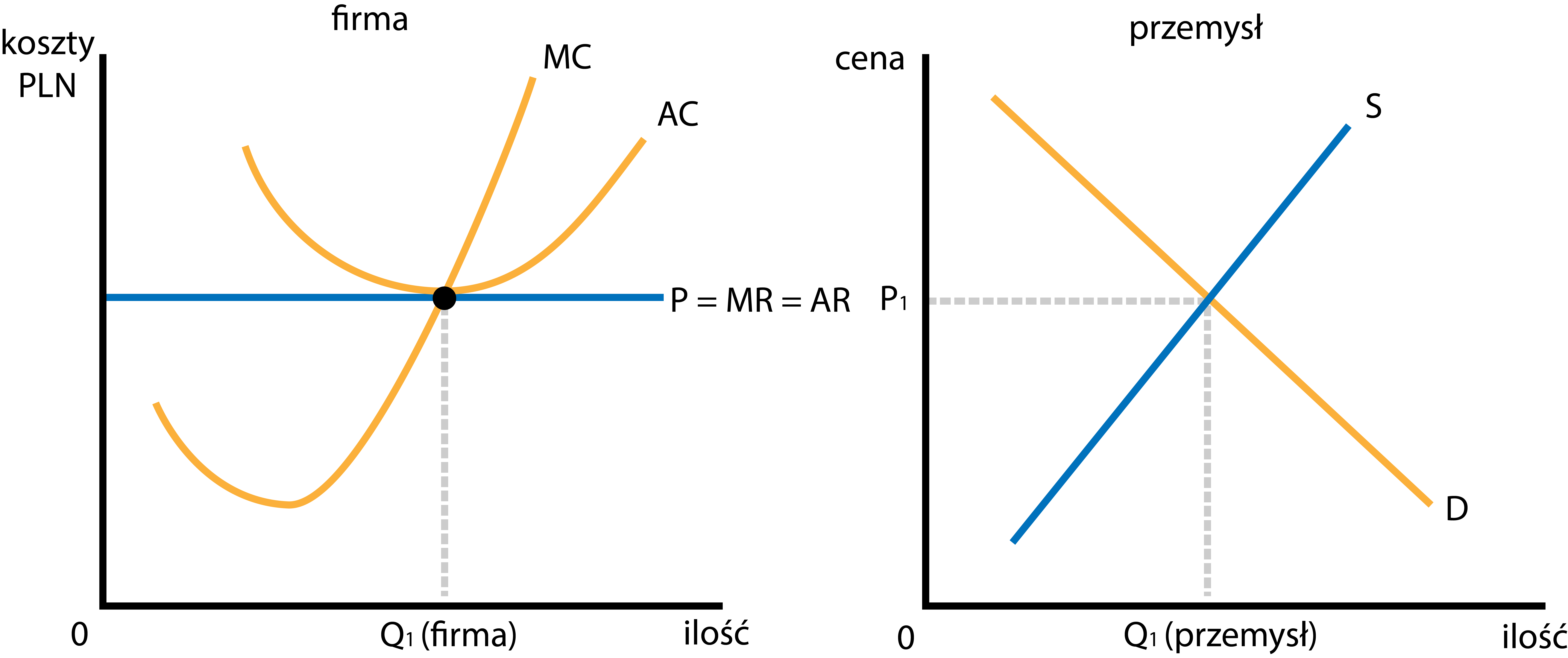
Oddziaływanie rynku doskonale konkurencyjnego na przedsiębiorstwa na nim funkcjonujące

Funkcjonowanie przedsiębiorstwa doskonale konkurencyjnego jest zdeterminowane przez mechanizm rynkowy, co pokazuje rysunek obok.
Na rynku punkt przecięcia krzywej podaży z krzywą popytu wyznacza punkt równowagi rynkowej, który wyznacza cenę i wielkość transakcji, a sama równowaga interpretowana jest jako stan oczyszczenia rynku, gdyż wielkość popytu równa się wielkości podaży. Na wysokości ceny rynkowej znajduje się linia pozioma, która dla przedsiębiorstwa określa poziom przychodów przeciętnych (AR) i przychodów krańcowych (MR), ale jednocześnie jest ona krzywą popytu, na jaki napotyka przedsiębiorstwo doskonale konkurencyjne.

## Równowaga przedsiębiorstwa doskonale konkurencyjnego

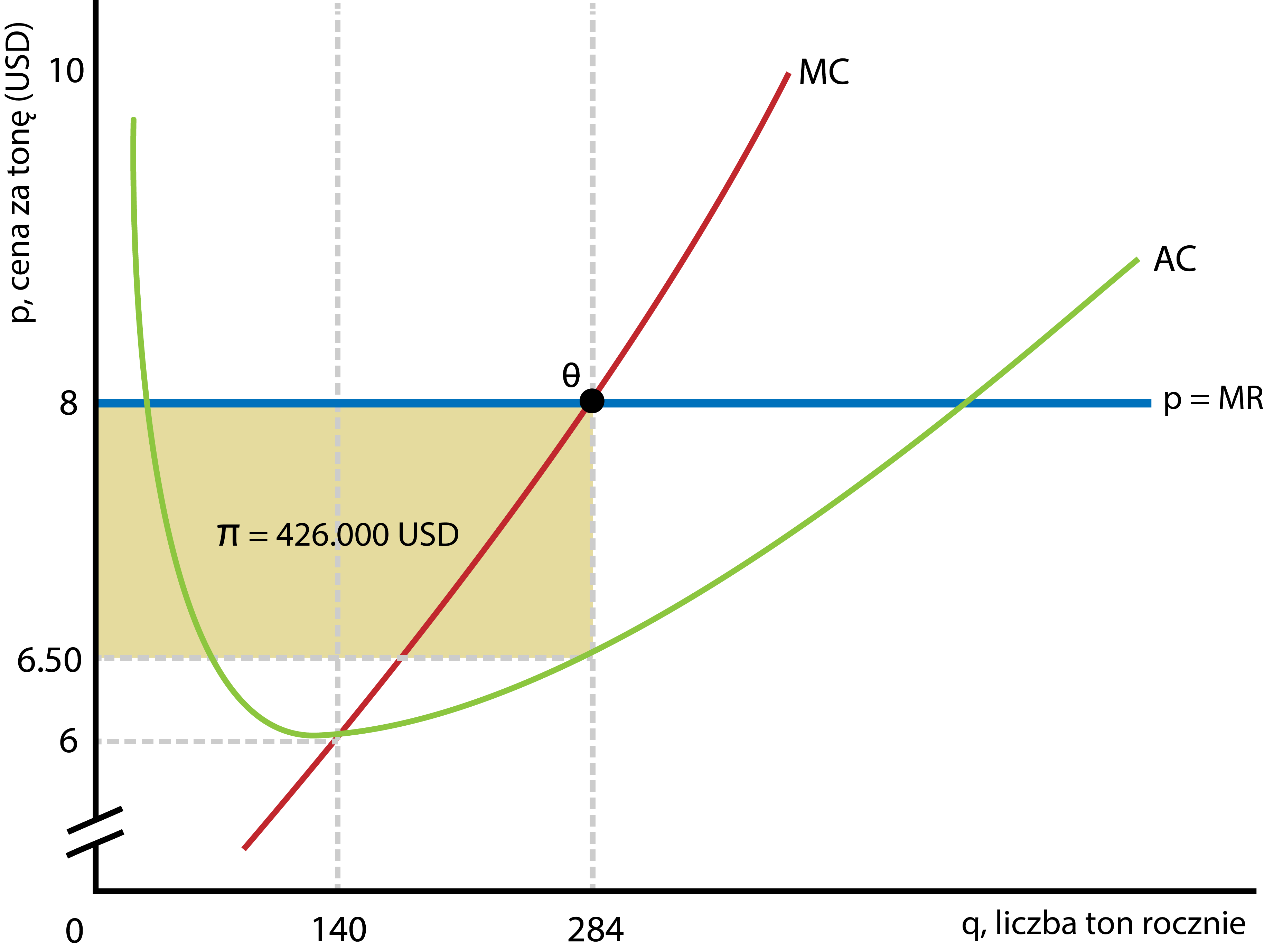
Maksymalizacja zysku przez przedsiębiorstwo doskonale konkurencyjne

Przedsiębiorstwo doskonale konkurencyjne dąży do maksymalizacji zysku dzięki zrównaniu kosztu krańcowego i przychodu krańcowego, czyli MC = MR, co pokazuje rysunek obok.
Punkt przecięcia krzywej kosztu krańcowego i przychodu krańcowego, e, wyznacza wielkość produkcji maksymalizującą zysk. Dla tej wielkości produkcji krzywa kosztu przeciętnego (AC) pokazuje przeciętny koszt wyprodukowania każdej jednostki produktu. Jeśli ten koszt przeciętny zostanie pomnożony przez wielkość produkcji, to iloczyn jest kosztem całkowitym. Różnica między ceną i kosztem przeciętnym dla wielkości produkcji w równowadze równa się zyskowi jednostkowemu. Pomnożenie go przez wielkość produkcji wyznacza zysk całkowity.

## Funkcjonowanie przedsiębiorstwa doskonale konkurencyjnego w czasie

### W krótkim okresie

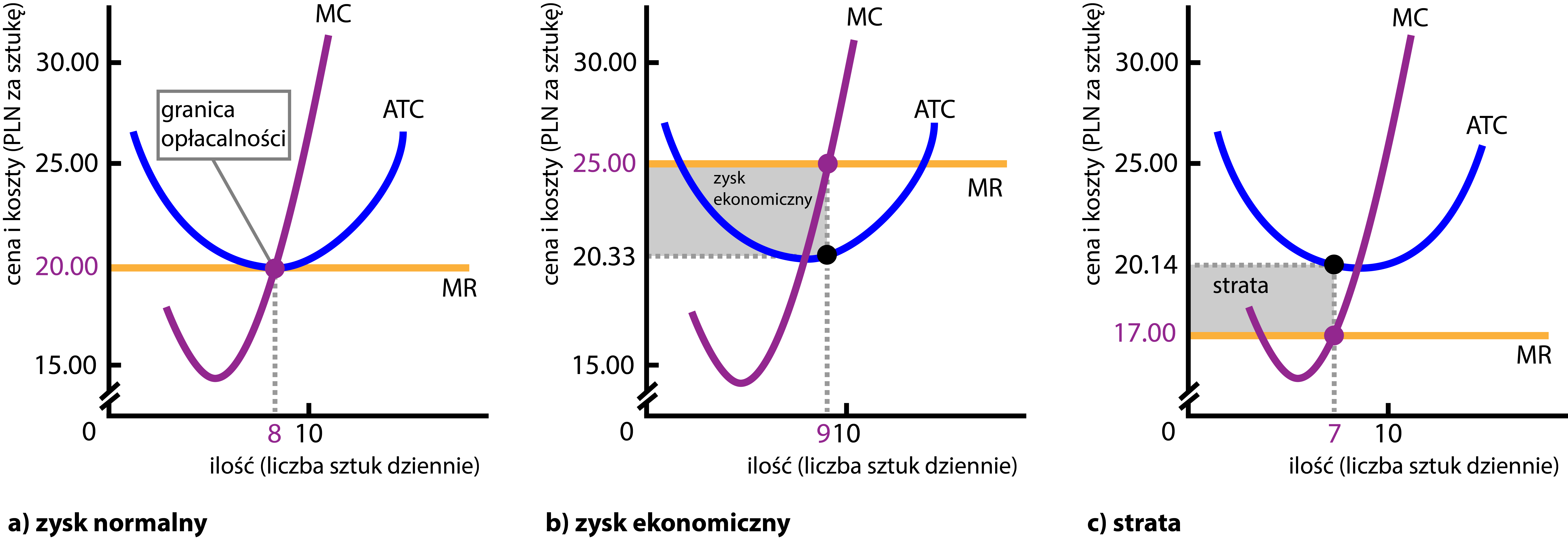
Trzy sytuacje możliwe w krótkim okresie a) przedsiębiorstwo osiąga zysk normalny; b) przedsiębiorstwo osiąga zysk ekonomiczny; c) przedsiębiorstwo ponosi stratę

Funkcjonowanie przedsiębiorstwa doskonale konkurencyjnego należy rozpatrywać w krótkim i długim okresie. W krótkim okresie każde przedsiębiorstwo może znaleźć się w jednej z trzech sytuacji pokazanych na rysunek obok.
Jeśli cena jest wyższa od kosztu przeciętnego przedsiębiorstwa, to osiąga ona zysk ekonomiczny. Kiedy na rynku panuje dobra sytuacja i przedsiębiorstwa osiągają zyski ekonomiczne, jest to zachęta dla inwestorów, którzy przy braku barier wejścia będą wchodzić na intratny rynek. Jednak zwiększenie wielkości produkcji prowadzi do obniżki ceny i możliwość osiągania zysku wyczerpie się. Jeśli natomiast koszty przeciętne są wyższe od ceny, to przedsiębiorstwo ponosi stratę. Kiedy przedsiębiorstwa ponoszą straty, to przy braku barier wyjścia mogą opuścić niezyskowny rynek. Wtedy podaż rynkowa zmniejszy się i cena podniesie się. W krótkim okresie przedsiębiorstwo marginalne (krańcowe) to takie, która osiąga tylko zysk normalny. Jest to „ostatnie przedsiębiorstwo na rynku”.

### W długim okresie
W długim okresie wyczerpują się wszystkie możliwości osiągania zysku ekonomicznego, a więc wszystkie przedsiębiorstwa realizują tylko zysk naturalny. Taki stan na rynku stanowi bodziec do postępu, gdyż dzięki niemu można obniżyć koszty, a więc i zwiększyć zysk ekonomiczny.

## Krzywa podaży przedsiębiorstwa doskonale konkurencyjnego

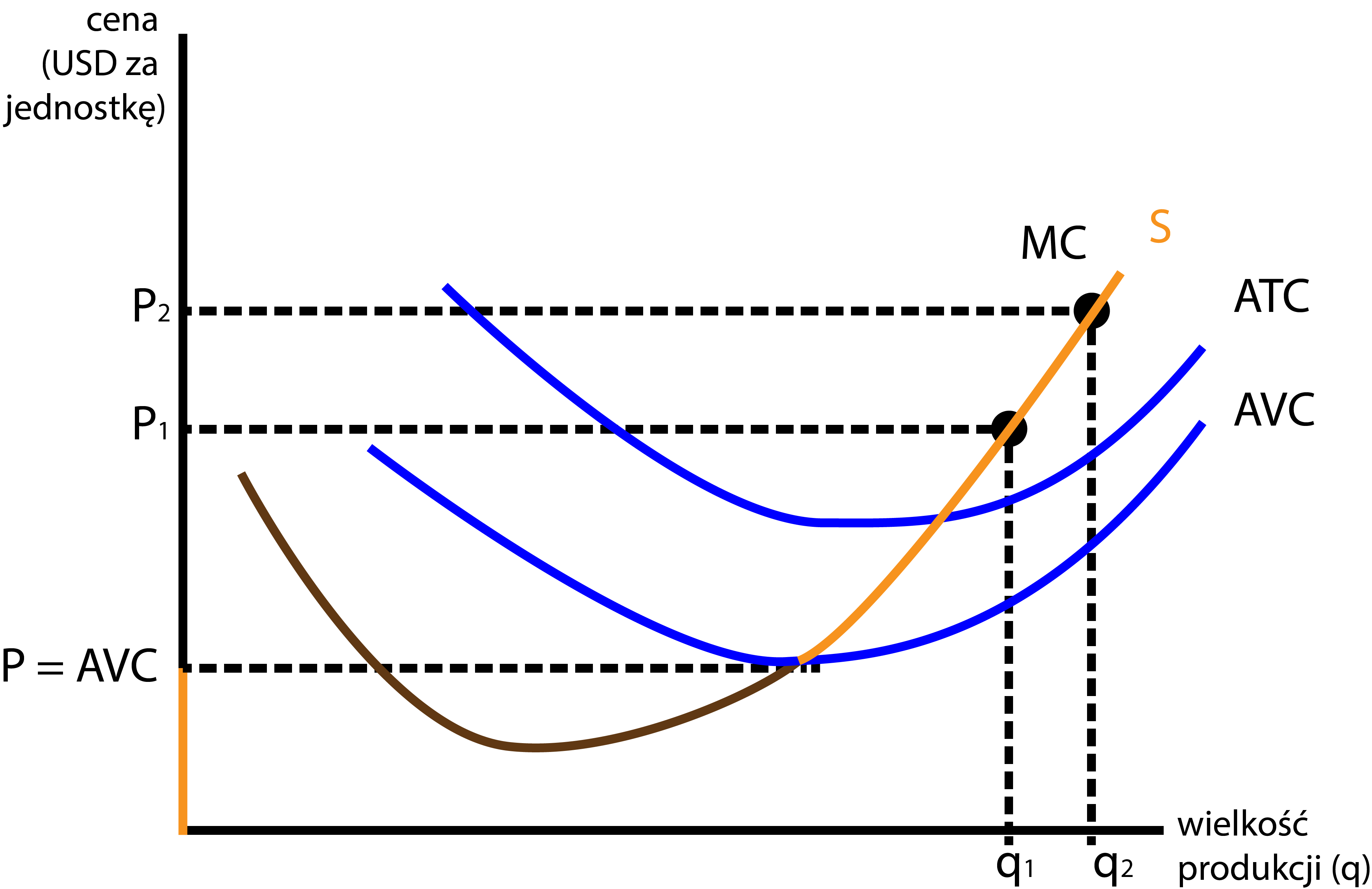
Wyprowadzenie krzywej podaży przedsiębiorstwa doskonale konkurencyjnego

Krzywa podaży pokazuje, jakie wielkości produkcji, dla której zysk jest maksymalizowany, odpowiadają każdemu poziomowi ceny. Krzywą podaży wyznacza część krzywej kosztu krańcowego powyżej punktu jej przecięcia z minimum kosztów przeciętnych zmiennych, a pokazuje ją rysunek obok.
Aby wyznaczyć krzywą podaży rynku doskonale konkurencyjnego, należy zsumować krzywe podaży wszystkich przedsiębiorstw z tego rynku.

## Właściwości doskonałej konkurencji
Dzięki możliwości wchodzenia na rynek, konkurowania na nim i możliwości wychodzenia z niego na rynku doskonale konkurencyjnym przywracana jest równowaga między popytem i podażą. Rynek osiąga stan równowagi określany mianem oczyszczenia rynku. W procesie konkurowania i maksymalizacji zysku dokonywana jest selekcja producentów i podmioty mniej efektywne upadają, co dla gospodarki oznacza oczyszczenie. Lepsi producenci są nagradzani większym zyskiem ekonomicznym, a to stanowi bodziec do postępu i rozwoju.

## Podział korzyści z handlu między producentami i konsumentami

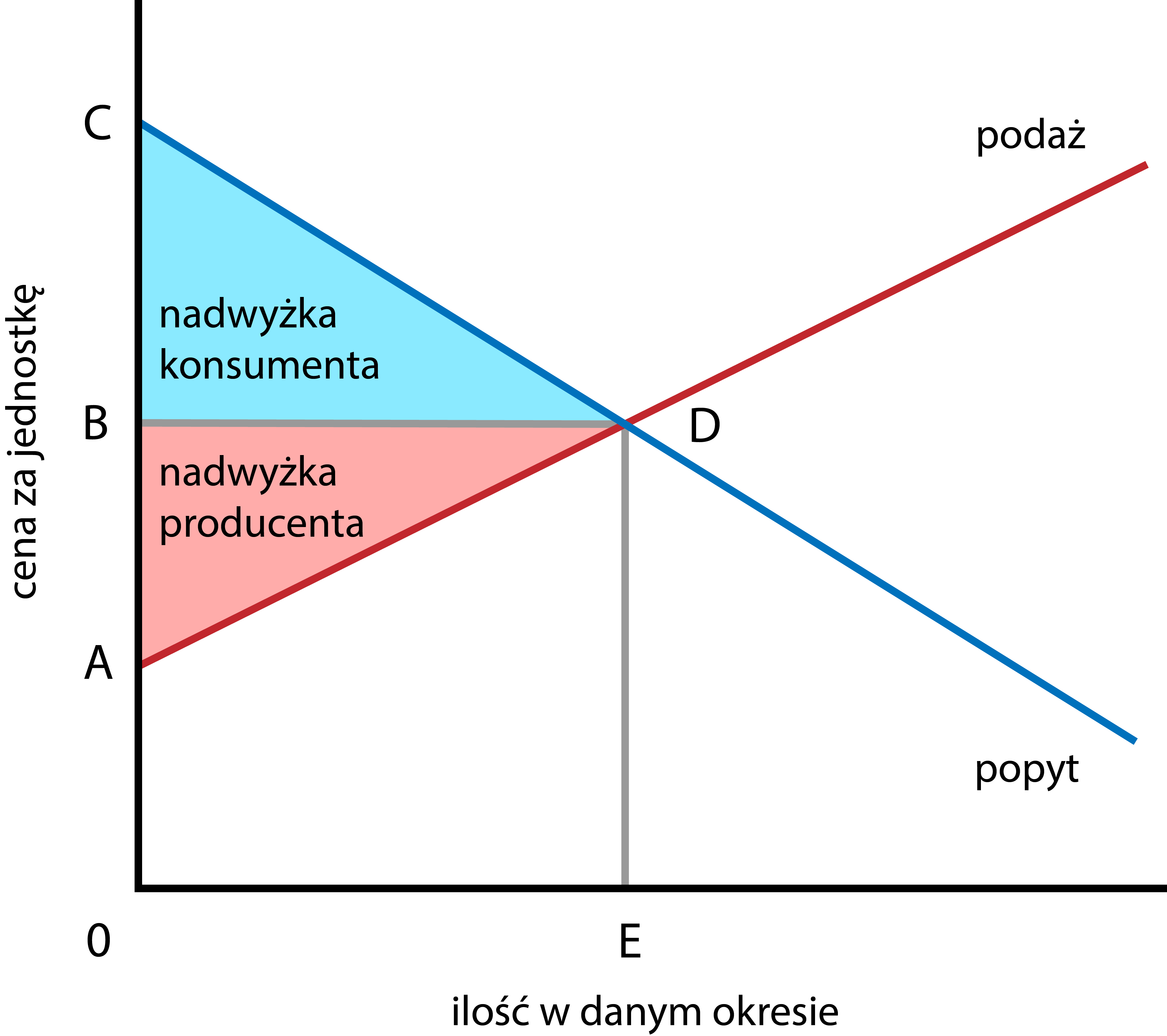
Nadwyżka konsumenta i nadwyżka producenta na rynku doskonale konkurencyjnym

Cena na rynku doskonale konkurencyjnym jest jednakowa dla wszystkich uczestników rynku. Producent musi stosować cenę dyktowaną przez rynek gdyż inaczej nic nie sprzeda. Każdy konsument, którego stać na jej zapłacenie, kupuje dobro, pomimo że część konsumentów była gotowa zapłacić więcej niż cena rynkowa. Każdy producent pokrywa koszty tą ceną. U części producentów koszty są niższe od niej. Ostatniego konsumenta, u którego cena, jaką jest gotów zapłacić równa się cenie rynkowej i ostatniego producenta, u którego koszty równają się cenie, określa się mianem krańcowego lub marginalnego. Różnica między ceną rynkową a tą, jaką konsument jest gotowy zapłacić, to nadwyżka konsumenta, a różnica między kosztami produkcji a ceną, to nadwyżka producenta. Tak właśnie rynek dzieli korzyści z handlu między kupujących i sprzedających. Pokazuje to rysunek obok.